# Ме (Во)
Ме (фр. Mex) — громада  в Швейцарії в кантоні Во, округ Гро-де-Во.

## Географія
Громада розташована на відстані близько 80 км на південний захід від Берна, 8 км на північний захід від Лозанни.
Ме має площу 2,8 км², з яких на 16,6% дозволяється будівництво (житлове та будівництво доріг), 54,5% використовуються в сільськогосподарських цілях, 29% зайнято лісами, 0% не є продуктивними (річки, льодовики або гори).

## Демографія
2019 року в громаді мешкало 718 осіб (+9,8% порівняно з 2010 роком), іноземців було 25,6%. Густота населення становила 254 осіб/км².
За віковим діапазоном населення розподілялося таким чином: 20,5% — особи молодші 20 років, 61% — особи у віці 20—64 років, 18,5% — особи у віці 65 років та старші. Було 300 помешкань (у середньому 2,3 особи в помешканні).
Із загальної кількості 1744 працюючих 11 було зайнятих в первинному секторі, 1665 — в обробній промисловості, 68 — в галузі послуг.